# Портрет Луизы Буркхардт
«Дама с розой (Шарлотта Луиза Буркхардт)» — портрет работы Джона Сингера Сарджента (1882). Находится в коллекции Метрополитен-музея в Нью-Йорке.
Изображенная на картине Луиза Буркхардт (1862–1892) была двадцатилетней дочерью швейцарского купца, входившего в космополитический кружок художника в Париже. Она была первой женой импортера фруктов («бананового короля») Роджера Экерли (отец писателя Дж. Р. Экерли); умерла после двух лет брака. Монохромные тона и акцент на силуэте фигуры напоминают стиль испанского художника Диего Веласкеса, работы которого Сардженту предлагал изучить его парижский учитель Каролус-Дюран. Портрет был с большим успехом выставлен на Парижском салоне 1882 года.